# We Own the Night (canción de Tiësto)
«We Own the Night» —en español: «La noche es nuestra»— es una canción del disc jockey y productor holandés Tiësto, con la colaboración del disc jockey estadounidense Wolfgang Gartner, extraído de su álbum recopilatorio Club Life: Volume Two Miami. La canción cuenta con la voz de Luciana. El sencillo se lanzó el 6 de abril de 2012 por Beatport e iTunes.

## Formatos y remezclas
| Descarga digital |                                                 |          |  |
| N.º              | Título                                          | Duración |  |
| 1.               | «We Own the Night» (Original Mix)               | 5:31     |  |
| 2.               | «We Own the Night» (Radio Edit)                 | 3:38     |  |
| 3.               | «We Own the Night» (Zerotic Remix)              | 5:21     |  |
| 4.               | «We Own the Night» (Joneses Remix)              | 6:11     |  |
| 5.               | «We Own the Night» (Back From The Future Remix) | 5:45     |  |

## Posición en listas y certificaciones
| País (2012)                              | Mejor posición |
| ---------------------------------------- | -------------- |
| UK Dance (The Official Charts Company)   | 18             |
| UK Singles (The Official Charts Company) | 87             |

## Historial de lanzamientos
| Región | Fecha              | Formato          | Discográfica    |
| ------ | ------------------ | ---------------- | --------------- |
|        | 6 de abril de 2012 | Descarga digital | Musical Freedom |